# 护国圣祚隆长寺
护国圣祚隆长寺是位于中国北京市西城区西四北三条3号的一座汉传佛教寺院。

## 历史
该寺原为汉经厂外厂，明朝万历四十五年（1617年）奉敕建寺。清朝乾隆二十一年（1756年）重修。寺内尚存清朝乾隆二十一年（1756年）御制隆长寺诗碑。
如今，该寺的钟鼓楼已遭拆除，其余殿宇均尚存。大千佛殿内的铜五方佛已迁移至法源寺供奉，其余佛像均无存。大殿前东侧的乾隆御制诗碑已被砌在房间内。天王殿、大千佛殿、前西配殿由西四日杂商店当作仓库，其他殿宇均为民居。

## 建筑
该寺坐北朝南，中轴线上依次为：
- 山门：面阔一间，石门额上刻有 “敕建护国圣祚隆长寺”。
- 天王殿：面阔三间。
  - 钟楼、鼓楼：各一间。在天王殿前东西两侧。
- 前殿：面阔三间。
  - 东、西配殿：各三间
  - 东、西僧房：各五间
- 后殿：面阔三间。两侧耳房各三间。
  - 东、西配殿：各三间。